# Заварак (Амоль)
Заварак (перс. زوارك) — село в Ірані, у дегестані Дашт-е Сар, у бахші Дабудашт, шагрестані Амоль остану Мазендеран. За даними перепису 2006 року, його населення становило 352 особи, що проживали у складі 97 сімей.

## Клімат
Середня річна температура становить 16,56 °C, середня максимальна – 30,61 °C, а середня мінімальна – 3,25 °C. Середня річна кількість опадів – 802 мм.
| Клімат поселення                              | Клімат поселення | Клімат поселення | Клімат поселення | Клімат поселення | Клімат поселення | Клімат поселення | Клімат поселення | Клімат поселення | Клімат поселення | Клімат поселення | Клімат поселення | Клімат поселення | Клімат поселення |
| Показник                                      | Січ.             | Лют.             | Бер.             | Квіт.            | Трав.            | Черв.            | Лип.             | Серп.            | Вер.             | Жовт.            | Лист.            | Груд.            |                  |
| Середній максимум, °C                         | 11,24            | 11,69            | 14,10            | 19,52            | 23,29            | 27,48            | 30,50            | 30,61            | 27,82            | 23,21            | 17,83            | 13,67            |                  |
| Середня температура, °C                       | 7,25             | 7,70             | 10,12            | 15,52            | 19,29            | 23,48            | 25,78            | 25,88            | 23,08            | 18,49            | 13,13            | 8,96             |                  |
| Середній мінімум, °C                          | 3,25             | 3,71             | 6,11             | 11,54            | 15,30            | 19,48            | 21,06            | 21,16            | 18,37            | 13,77            | 8,40             | 4,24             |                  |
| Норма опадів, мм                              | 87               | 67               | 59               | 30               | 27               | 23               | 20               | 45               | 85               | 137              | 117              | 105              |                  |
| Середньомісячна швидкість вітру, м/с          | 1.80             | 2.40             | 2.49             | 2.36             | 2.30             | 2.40             | 2.61             | 2.12             | 1.97             | 1.84             | 1.82             | 1.82             |                  |
| Середньомісячна сонячна радіація, кДж/м²·день | 8470             | 10638            | 12656            | 15925            | 19842            | 21693            | 21783            | 19077            | 15613            | 12290            | 9771             | 7997             |                  |
| --------------------------------------------- | ---------------- | ---------------- | ---------------- | ---------------- | ---------------- | ---------------- | ---------------- | ---------------- | ---------------- | ---------------- | ---------------- | ---------------- | ---------------- |
| Джерело:                                      |                  |                  |                  |                  |                  |                  |                  |                  |                  |                  |                  |                  |                  |